# Новаја Љаља
Новаја Љаља (рус. Новая Ляля) град је у Русији у Свердловској области.

## Становништво
| 1939.  | 1959.  | 1970.  | 1979.  | 1989.  | 2002.  | 2010.  |
| ------ | ------ | ------ | ------ | ------ | ------ | ------ |
| 14.888 | 17.767 | 16.977 | 16.963 | 15.681 | 14.584 | 12.734 |